# T-limfocit
T-limfociti ili T-stanice su, uz B-limfocite, stanice stečene imunosti. Aktiviraju se pri kontaktu sa svojim antigenom te obavljaju širok spektar funkcija koji uključuje staničnu imunost i regulaciju imunološkog odgovora. 

## Uvod
T-limfociti su stanice imunološkog sustava odgovorne za staničnu imunost i pomoć ostalim leukocitima. Nastaju u koštanoj srži, a sazrijevaju u timusu, odakle odlaze u krv. Svaka T-stanica na staničnoj membrani izražava receptor (TCR, engl T-cell receptor) za određeni antigen koji je jedinstven, ne dijeli ga s nijednim drugim T-limfocitom. Ovakav se TCR dobiva somatskom rekombinacijom gena. Kada u organizam uđe strano tijelo (ili domaće oštećeno tkivo) koje sadrži antigen na kojeg reagira taj specifični TCR, T-stanica se aktivira. T-stanica, koja je do sada recirkulirala kroz limfne čvorove, proliferira i diferencira se u pomagački ili citotksični T-limfocit i odlazi u krv. Različite grane T-stanica imaju različite zadatke kao što su ubijanje zaraženih stanica i utjecanje na diferencijaciju i procese ostalih leukocita.

## Razvoj
Progenitori T-stanica migriraju iz koštane srzi u timus u kojem prolaze proces sazrijevanja. U procesu sazrijevanja T-stanica razvija jedinstveni receptor za antigen prezentiran MHC molekulama te koreceptor odgovoran za prepoznavanje vrste MHC molekule. Stadiji sazrijevanja obuhvaćaju fazu pro-T-stanice, pre-T-stanice i nezrele (naivne) T-stanice. Zrela ili izvrsna T-stanica nastaje tek pri kontaktu sa svojim antigenom.

### pro-T-stanica
Pro-T-stanica (ili dvostruko negativna T-stanica) prvi je oblik T-stanice koji migrira iz koštane srži u timus. Još nema izražen receptor T-stanice (TCR) ni CD4 ili CD8 koreceptor (zbog čega se zove dvostruko negativan, ili CD4-CD8- T-stanica). Pod utjecajem signala iz timusnih stanica, pro-T-stanica proizvodi RAG1 i RAG2 proteine koji zajedno tvore VDJ rekombinazu.
TCR, koji se sastoji od α i β lanca, kodiran je velikim brojem gena koji kodiraju varijabilni dio molekule (odgovoran za raznolikost prepoznavanja antigena) i nekoliko gena za konstantni dio lanca. U β lancu, varijabilni (V, engl. variable) geni su od konstantnih (C, engl. constant) gena odijeljeni veznim (J, engl. joining) genima i genima raznolikosti (D, engl. diversity). Geni za α lanac sadrže sve osim D gena.
Uz pomoć VDJ rekombinaze se po jedan od V, D i J segmenata poveže u novu, rekombiniranu DNA. Između segmenata se još i dodaju ili izrezuju nukleotide što doprinosi raznolikosti koja se može postići u TCR-u. Broj mogućih različitih TCR-a je 1016. Transkriptirana mRNA tog VDJ segmenta β lanca se spaja prekrajanjem s mRNA njegovog C segmenta. Takav se β lanac u kombinaciji s nepromjenjivim proteinom nazvanim pre-Tα (kompleks koji se naziva pre-TCR) izražava na staničnoj membrani čime pro-T-stanica postaje pre-T-stanica.

### pre-T-stanica
Uspješni izražaj pre-TCR rezultira unutarstaničnim signalima koji potiču preživljavanje, proliferaciju i rekombinaciju gena za α lanac. Spajanjem α i β lanca nastaje TCR čime pre-T-stanica prelazi u dvostruko pozitivnu T-stanicu

### Dvostruko pozitivna T-stanica
Uz TCR, dvostruko pozitivne T-stanice imaju izražene CD4 i CD8 koreceptore (od kud im i dolazi ime). T-stanice se preko TCR vežu za MHC molekule timusa. Ako ne dođe do spajanja, stanica apoptozom umire. Ako dođe do prejakog spajanja, dolazi do negativne selekcije kojom T-stanica podlježe apoptozi, anergiji (gubitak funkcije) ili diferencijaciji u regulacijski T-limfocit. Ovaj mehanizam je nužan za eliminaciju T-stanica koje reagiraju na antigene organizma i time sprječava pojavu autoimunih bolesti. U slučaju da TCR umjereno reagira na MHC, stanica biva očuvana - proces koji se naziva pozitivna selekcija. Ako je u pitajnu bila MHC-I molekula, stanica zadržava CD8 koreceptore, a gubi CD4. Alternativno, ako je u pitanju MHC-II molekula, stanica zadržava CD4, a gubi CD8. Vrsta izraženog koreceptora određuje hoće li stanica pri aktivaciji postati pomagački ili citotoksični limfocit. 

### Naivna T-stanica
Jednom kada stanica ima izražen TCR i jedan od koreceptora (CD4 ili CD8), ona postaje naivna T-stanica te izlazi u krvotok gdje recirkulira sekundarnim limfnim organima. Ovakav obrazac ponašanja stanica pokazuje sve dok ne susretne vlastiti antigen, na kojeg će tada odgovoriti proliferacijom i diferencijacijom u izvršnu T-stanicu.

## Aktivacija
T-stanice se, kao i ostatak stečenog imunološkog sustava, aktiviraju kada tijelo dođe u kontakt s antigenom. Antigen stanice prirođenog imunološkog sustava (ponajviše dentritične stanice) fagocitiraju te prezentiraju na svojim MHC-II i (pomoću križnog predočavanja) MHC-I molekulama. Ove antigen prezentirajuće stanice (APC, engl. antigen presenting cell ) putuju krvlju do najbližeg limfnog čvora, gdje dolaze u kontakt s T-stanicama. 
Reagira li TCR neke T-stanice na antigen kojeg prezentira APC, u T-stanici započinje proces aktivacije. Za aktivaciju (i osiguranje od autoimunih bolesti) T-stanice moraju interagirati i s proteinom B7, kostimulatorom koji je na APC izražen samo ako je ona došla u kontakt s patogenom ili tkivnim oštećenjem. Daljnja funkcija, izražaj proteina i mjesto djelovanja T-stanice ovise o njenoj vrsti. 

## Pomagački T limfociti ili CD4+ T-stanice
T-stanice koje izražavaju CD4 koreceptor nazivaju se CD4+ T-stanice. Njihova je zadaća raznolika i ovisna o podvrsti, ali im je zajedničko da reguliraju ostale komponente imunološkog sustava te usmjeravaju imuni odgovor na reakciju specijaliziranu za tip patogena s kojim se sustav suočava. Glavne su podvrste Th1, Th2, Th17 pomagačke T-stanice, Tfh (folikularne pomagačke T-stanice), regulacijske T-stanice te memorijske CD4+ T-stanice. Smjer diferencijacije navine T-stanice određuju vanstanični signali kao što su interleukini. 

### Th1
Th1 T-stanice javljaju se kao odgovor na unutarstanične patogene kao što su virusi i unutarstanične bakterije. Nastaju pod utjecajem interferona-γ i interleukina-12 (IL-12). Glavna funkcionalna zadaća im je poticanje makrofaga na razgradnju tvari u endolizosomima. Ovaj učinak postižu lučenjem još većih količina interferona-γ (koji osim što potiče diferencijaciju pomagačkih T-stanica u smjeru Th1, aktivira makrofage i tako uzrokuje fagocitozu i upalu) te izražajem CD-40L na kojeg reagiraju makrofagni receptori CD-40.  

### Th2
Th2 T-stanice diferenciraju kao rezultat ulaska helminta (parazitnih crva) u sustav. Prilikom reakcije na helminte, stanice urođene imunosti otpuštaju IL-4 koji aktivira diferencijaciju Th2. Aktivne Th2 stanice otpuštaju IL-4 (koji osim što potiče diferencijaciju u Th2, također potiče prekapčanje imunoglobulina u IgE klasu), IL-5 (koji aktivira eozinofile) te IL-13 (koji potiče crijevnu peristaltiku i aktivnost sluznica). IL-4 i IL-13, uz već navedene funkcije, potiču makrofage na protuupalnu aktivaciju (takozvanu M2 aktivaciju). 
Eozinofili pomoću IgE prepoznaju helminte te ih ubijaju otpuštanjem toksićnih granula. Ovakav postupak je nužan jer su helminti preveliki za fagocitiranje magrofagima. Dio ovakvog imunog odgovora su i mastociti koji imaju ključnu ulogu u alergijskim reakcijama.

### Th17
Th-17 T-stanice javljaju se kao odgovor na vanstanične bakterije i gljivice. Njihovu diferencijaciju potiču IL-1, IL-6, IL-23 te TGF-β. Jednom kada se diferenciraju, Th17 izlučuju IL-17 (koji potiče sintezu upalnih kemokina) te IL-22 (koji potiče povećanje integriteta epitela). Također potiču endotelno stvaranje defenzina, mikrobiocidnih proteina. 

### Tfh
Folikularne pomagačke T-stanice pri aktivaciji migriraju u folikularni dio limfnog čvora gdje se nalaze B-stanice. Pomoću citokina i CD-40L liganda potiću proliferaciju, diferencijaciju i aktivnost aktiviranih B-stanica. Ključne su za afinitetno sazrijevanje i prekapčanje izotipa antitijela. 

## Regulacijski T limfociti
Stvaranje regulacijskih T-stanica je jedan od tri (uz anergiju i apoptozu) načina na koji organizam sprječava stvaranje autoimunih T-stanica u procesu centralne tolerancije. T-stanice koje prepoznaju vlastite antigene u procesu sazrijevanja mogu postati regulacijske T-stanice koje suprimiraju imunološki odgovor. Imunosupresiju vrše na više načina, uključujući skidanje B7 kostimulatora s APC (pomoću CTLA-4), otpuštanje protuupalnih citokina (kao IL-10) i "hvatanje" upalnih citokina (kao IL-2) pomoću velikog broja receptora. Manjak regulacijskih T-stanica povezan je s povećalom učestalošću autoimunih reakcija.

## Citotoksični CD8+ T limfociti
CD8+ ili citotoksične T-stanice (CTL) posrednici su stanične imunosti u stečenom imunološkom odgovoru. Nakon aktivacije, glavni im je cilj uništenje stanica koje izražavaju prikladni antigen. Stanice u pitanju mogu biti zaražene virusom ili biti označene za apoptozu zbog raznih oštećenja. CTL prepoznaju MHC-I molekule izražene na svim stanicama, kao i peptid kojeg prezentiraju. Kada CTL dođe u kontakt sa stanicom koja prezentira njemu specifičan peptid na MHC-I, dolazi do otpuštanja citotoksičnih molekula iz CTL u ciljnu stanicu. Citotoksične molekule (granzim B i perforin) tada uzrokuju apoptozu stanice. CTL također mogu postići svoje efekte izražavajući FasL (Fas ligand) koji aktivira Fas receptor na ciljnoj stanici te tako aktivira kaskadu koja na kraju dovede do apoptoze.

## Memorijski T limfociti
Nakon svake infekcije, većina T-stanica odumire apoptozom. Određen broj ipak ostaje živ kako bi omogućio bržu i bolju obranu susretne li se organizam ponovo s tim antigenom u budućnosti. Obje vrste (CD4+ i CD8+) T-limfocita stvaraju memorijske verzije kako bi se omogućilo imunološko pamćenje preko šireg spektra funkcija.